# Shakujii (parque)

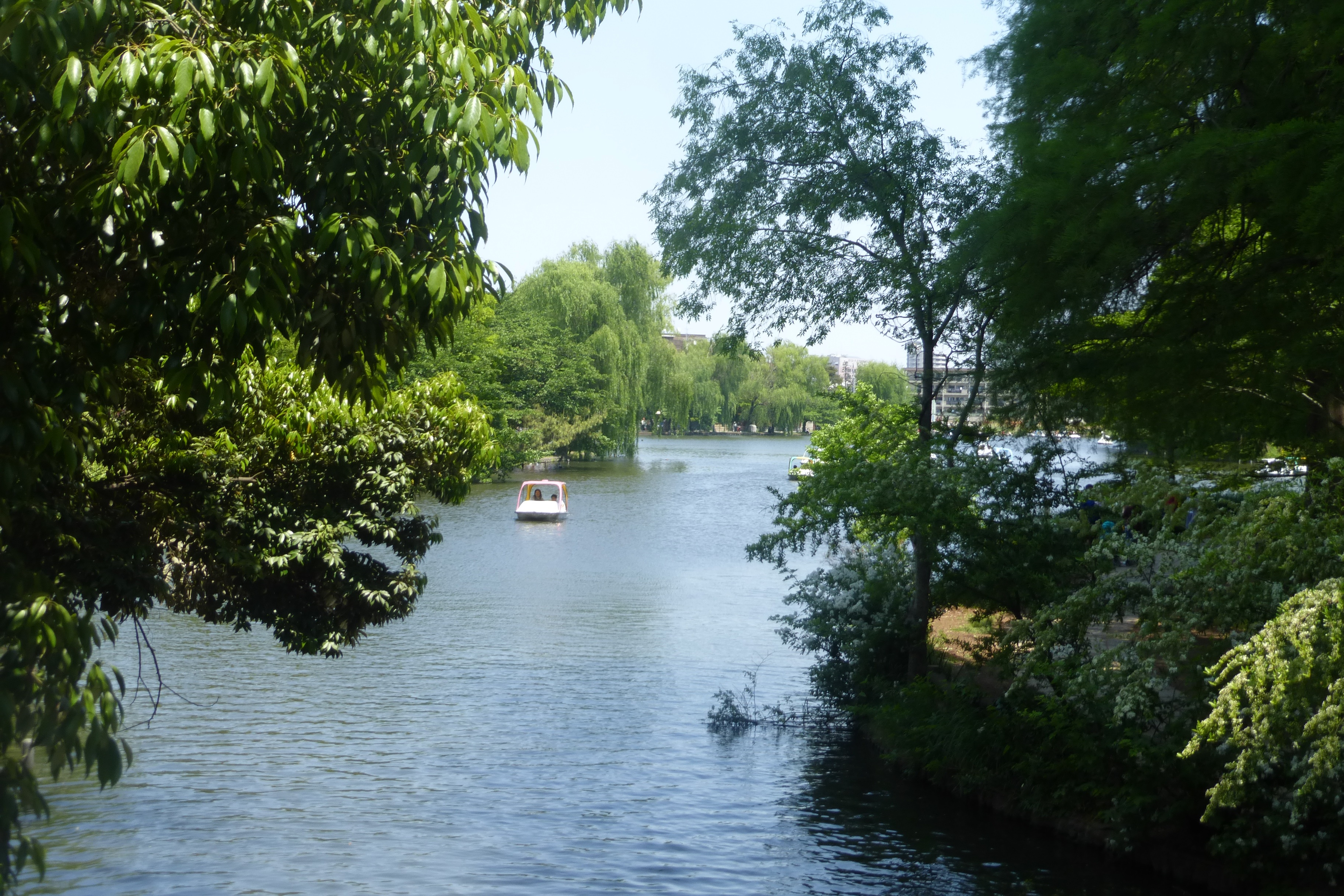
Estanque Sanpō-ji

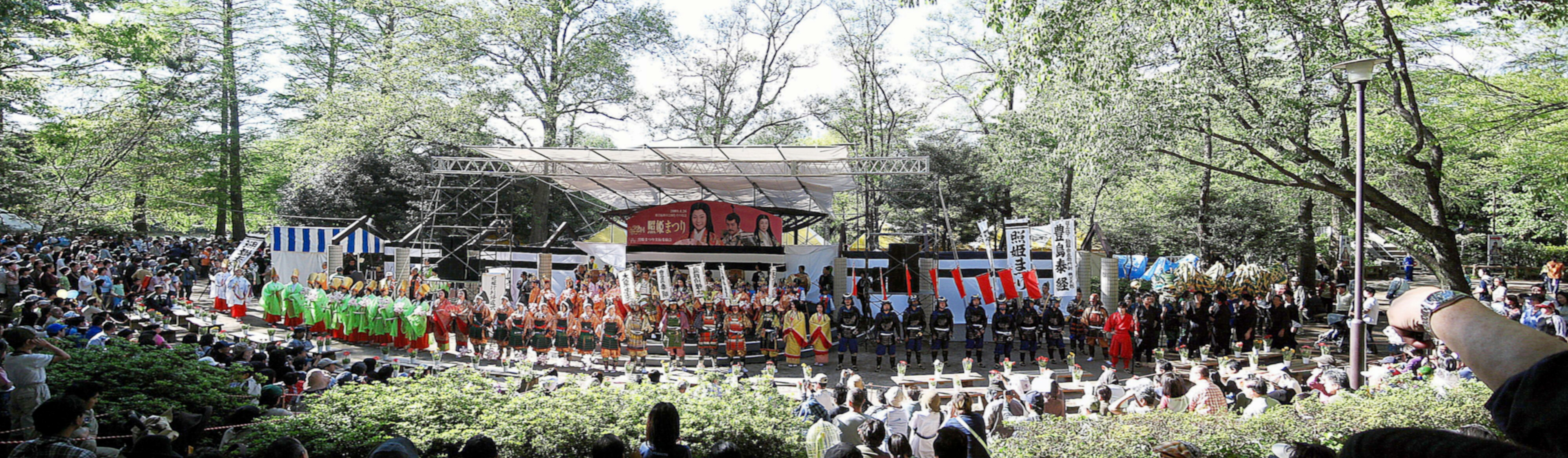
Festival Teruhime

El Parque Shakujii (石 神 井 公園, Shakujii Kōen ) es un parque público ubicado en la ciudad japonesa de Shakujii, en el barrio Nerima, Tokio. Inaugurado en 1959, es uno de los parques más grandes de la metrópoli, después del Parque Ueno. A partir de abril de 2006, el sitio es administrado directamente por la Asociación de Parques Metropolitanos de Tokio.  
El parque contiene dos estanques, el estanque Shakujii y el estanque Sanpō-ji, varios pequeños santuarios Shintō y los restos del castillo Shakujii. El río Shakujii corre de este a oeste, un poco al sur del parque. Se dice que los estanques se formaron de forma natural a partir del chorro de agua subterránea del estanque Musashino-dai que se encuentra a poca distancia. Con los años, sin embargo, los estanques se han reducido lentamente, por lo que, para preservar el paisaje del parque y su uso recreativo, se han instalado sistemas de bombeo de agua hacia los estanques. 
Las ruinas del castillo datan del período Kamakura (1185-1333), o anterior, y por lo tanto se sabe que el sitio estuvo en uso, y considerado estratégicamente importante, durante muchos siglos. El castillo fue la residencia del clan samurai Toshima, que gobernó entre los siglos XIV-XV. La destrucción del clan vino en gran parte a manos de Ōta Dōkan, quien fue responsable de la construcción del castillo Edo ; Muchas de las ruinas y santuarios en el área están asociados con él. 
En el siglo XX, se convirtió en un sitio popular para la observación de aves, pasear y relajarse, y se estableció formalmente como parque público en 1959. 
Además de ser popular entre los residentes locales, el parque es bastante conocido en todo Tokio. El estanque Shakujii es una locación muy utilizada en programas de TV y películas, para filmar escenas que impliquen navegación; y el parque, o sus estanques, a menudo aparecen en manga, animé y otras producciones de cultura popular. Ranma ½ de Rumiko Takahashi tiene lugar en la sala de Nerima, y hay una serie de episodios del manga y el animé en el que los personajes visitan el parque. Además, se dice que Kazutoshi Sakurai, de la banda japonesa Mr. Children, concibió la letra de la canción de la banda "El mañana nunca sabe" ,mientras corría por allí. 